# Józef Młyński
Józef Młyński (ur. 24 lutego 1972 w Limanowej) – polski duchowny rzymskokatolicki, doktor habilitowany nauk społecznych w zakresie politologii, nauczyciel akademicki w Uniwersytecie Kardynała Stefana Wyszyńskiego w Warszawie.

## Życiorys
Po maturze wstąpił do Wyższego Seminarium Duchownego w Tarnowie, a po ukończeniu studiów filozoficzno-teologicznych otrzymał święcenia kapłańskie z rąk bpa Józefa Życińskiego 17 maja 1997 roku. W latach 1998–2001 studiował w Instytucie Teologicznym w Tarnowie i uzyskał licencjat kościelny z teologii. W latach 2002–2006 odbył studia w Uniwersytecie Kardynała Stefana Wyszyńskiego w Warszawie, które ukończył zdobyciem tytułu doktora nauk humanistycznych w zakresie socjologii. W 2004 ukończył kurs języka niemieckiego w Uniwersytecie w Innsbrucku. W latach 2007–2016 pracował jako adiunkt na Wydziale Teologicznym Uniwersytetu Papieskiego Jana Pawła II w Krakowie - sekcja w Tarnowie, w latach 2010-2013 jako adiunkt na Wydziale Nauk Społecznych w Uniwersytecie Pedagogicznym im. Komisji Edukacji Narodowej w Krakowie, a od 2009 jako adiunkt na Wydziale Studiów nad Rodziną Uniwersytetu Kardynała Stefana Wyszyńskiego w Warszawie. W 2019 uzyskał stopień doktora habilitowanego nauk społecznych w zakresie nauk politycznych w Uniwersytecie Pedagogicznym w Krakowie. 26 września 2019 został mianowany na stanowisko profesora nadzwyczajnego UKSW w Warszawie. 
W latach 2009–2018 był kierownikiem Katedry Socjologii Małżeństwa i Rodziny, Polityki Społecznej i Demografii na Wydziale Studiów nad Rodziną UKSW. Jest członkiem Polskiego Towarzystwa Socjologicznego (oddział Warszawa), Polskiego Stowarzyszenia Familiologicznego w Warszawie i Polskiego Towarzystwa Pomocy Telefonicznej w Gdańsku. Współpracuje z Poradnią Specjalistyczną "ARKA" i Telefonem Zaufania w Tarnowie.
W 2024 otrzymał Medal Pro Polonia et Ecclesia za szczególne zasługi i zaangażowanie w duszpasterstwo polonijne.

## Wybrane publikacje
- W kręgu aksjologii abiturientów Tarnowa, Tarnów 2008.
- Człowiek wobec pomocy... Zarys pracy socjalnej, Tarnów 2009.
- Miłość misją rodziny, Tarnów 2016[1].